# Карельське повстання

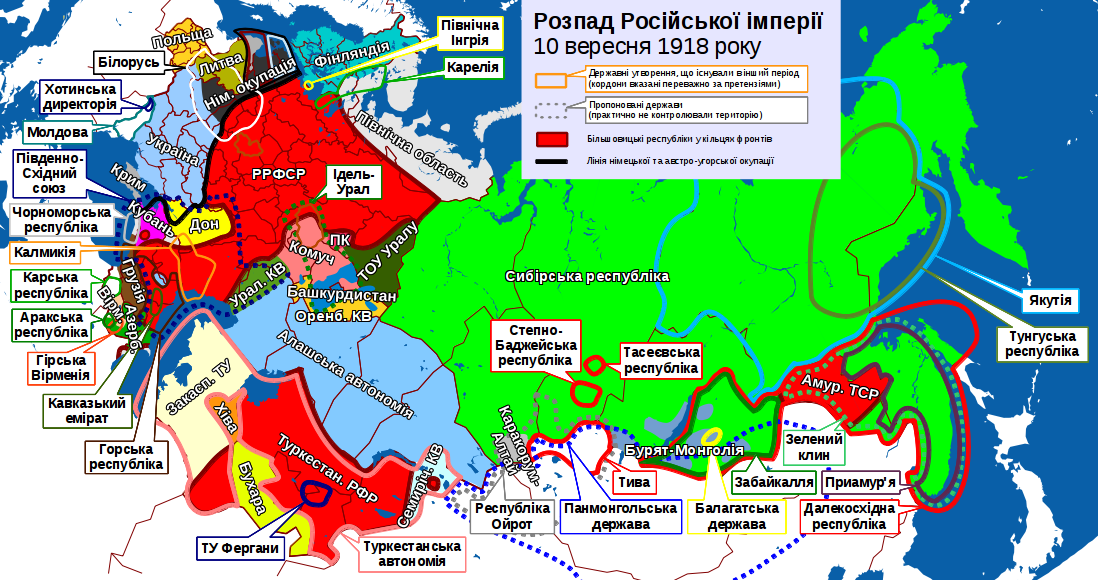
Біломорська та Олонецька Карелія на карті розпаду Російської імперії

Карельське повстання (фін. Itäkarjalaisten kansannousu Східнокарельське повстання, Друга радянсько-фінська війна) — збройний конфлікт між Радянською Росією і Північнокарельською державою за підтримки фінських волонтерів на завершальному етапі Громадянської війни в Росії.

## Передісторія
На початку XIX століття, після приєднання Фінляндії до Російської імперії, між Фінляндією і Олонецкою губернією починають встановлюватися тісні зв'язки, в тому числі культурні, що супроводжувалися двосторонньої міграцією населення і змішаними шлюбами.
До початку XX століття у Фінляндії сформувалася численна та активна карельська діаспора.
В 1906 році в Тампере пройшов установчий з'їзд «Союзу біломорських карелів». З'їзд затвердив статут, головною метою якого було проголошено об'єднання споріднених карельського і фінського народів, що населяли Олонецьку та Архангельську губернії, поліпшення духовного і матеріального становища біломорських карелів. Союз об'єднував близько 750 осіб, як громадян Фінляндії, так і підданих Російської Імперії. Пізніше члени «Союзу біломорських карелів» зіграли важливу роль в Карельському повстанні, ставши його ідейними натхненниками та організаторами. Крім членів Союзу, в підготовці повстання брали участь члени «Карельського академічного товариства» (фін. Akateeminen Karjala-Seura, AKS), шюцкора, «Братів по ненависті» (фін. Vihan veljet) та інших організацій.
Не менш важливу роль у повстанні зіграла фінська діаспора, яка проживала на території Карельської трудової комуни і мріяла про «Велику Фінляндію», межа якого повинна була пройти по Неві, Свірі та від Повенца до Онезької затоки Білого моря[джерело?].
10 жовтня 1920 року в Гельсінкі був створений «Карельський союз», до керівництва якого увійшли представники правлячих кіл Фінляндії.[неавторитетне джерело]

## Причини війни
- Невдоволення населення східної Карелії нестачею продовольства, важким економічним становищем, недоліками в політиці радянської влади;
- Бажання виправити «ганебний мир» Тартуського договору, прагнення до створення «Великої Фінляндії» серед фінської політичної еліти та емігрантів зі східної Карелії[джерело?].

## Пов'язані нагороди
- Нагрудний металевий жетон «Чесному воїну Карельського фронту» — пам'ятний знак, встановлений наказом РВР № 570 від 5 березня 1922 року, їм нагороджували відзначилися червоноармійців і командирів.[5]